# グッド、バイ。
『グッド、バイ。』は2003年6月22日に発売された日本のバンド、cali≠gariのベスト・アルバム。

## 解説
- ベスト・アルバム。この作品を最後にカリガリはその10年もの活動にしばし休止符を打つ。
- 第7期メンバーによりリリースされたインディーズからメジャーにかけての各15曲と、新曲2曲を収録。
- 『再教育』に収録されているインディーズ時代の楽曲5曲は再録し、その他の曲はリミックス・リマスタリングされている。
- 初回限定版のみ8cmCD付き。

## 収録曲
1. グッド・バイ
（作詞・作曲:桜井青）
再教育(左)収録
2. -187-
（作詞・作曲:桜井青）
第6実験室収録
3. 君が咲く山
（作詞・作曲:桜井青）
再教育(左)収録
4. フラフラスキップ
（作詞:石井秀仁　作曲:村井研次郎）
第6実験室収録
5. 舌先3分サイズ
（作詞・作曲:石井秀仁）
舌先3分サイズ収録
6. 3.2.1.0
（作詞・作曲:石井秀仁）
新曲
7. 空想カニバル
（作詞:石井秀仁　作曲:村井研次郎）
第6実験室 予告版収録
8. エロトピア
（作詞・作曲:桜井青）
ブルーフィルム 2nd収録
9. マグロ
（作詞・作曲:桜井青）
第7実験室予告版〜マグロ〜、第7実験室収録
10. ハイカラ・殺伐・ハイソ・絶賛
（作詞・作曲:石井秀仁）
第7実験室収録
11. まほらばぶる〜ず
（作詞・作曲:石井秀仁）
第7実験室収録、「まほらば憂愁（ブルース）」の歌詞違い。
歌詞は太宰治から川端康成へ宛てた手紙より引用。
12. サイレン
（作詞・作曲:桜井青）
再教育(右)収録
13. ゼリー
（作詞・作曲:桜井青）
再教育(左)収録
14. 冷たい雨
（作詞・作曲:桜井青）
再教育(左)収録
15. 青春狂騒曲
（作詞・作曲:桜井青）
青春狂騒曲収録
16. ブルーフィルム
（作詞・作曲:桜井青）
ブルーフィルム収録
17. いつか、どこかで。
（作詞・作曲:桜井青）
新曲

### 初回限定盤CD
1. 君と僕〜風雲立志編〜
（作詞・作曲:桜井青）
シングル「舌先3分サイズ」収録の「君と僕」の別アレンジ・バージョン
2003年3月5日から6月22日にかけてネット配信限定販売で発売された楽曲。
2. 若草色のシミーズ
（作詞・作曲:やす）
桜井青江名義。2002年4月4日に渋谷公会堂にて配布されたソノシート「若草色のシミーズ」に収録
3. MOON LIGHT 白昼夢
（作詞・作曲:La' royque de zavy）
La' royque de zavy名義。
2001年5月3日に赤坂ブリッツで限定販売されたデモテープ「盲目であるが故のTHE統一感」に収録

## メンバー
- 石井秀仁（ボーカル、ギター）
- 桜井青（ギター、ボーカル）
- 村井研次郎（ベース、コーラス）
- 武井誠（ドラム、コーラス）